# Zadubrowce (gmina)
Zadubrowce – dawna gmina wiejska w powiecie śniatyńskim województwa stanisławowskiego II Rzeczypospolitej. Siedzibą gminy były Zadubrowce.
Gminę utworzono 1 sierpnia 1934 r. w ramach reformy na podstawie ustawy scaleniowej z dotychczasowych gmin wiejskich: Albinówka, Bełełuja, Hańkowce, Krasnostawce, Zadubrowce i Zebranówka.
Po II wojnie światowej obszar gminy znalazł się w ZSRR.